# Austwell, Texas
Austwell là một thành phố thuộc quận Refugio, tiểu bang Texas, Hoa Kỳ. Năm 2010, dân số của xã này là 147 người.

## Dân số
- Dân số năm 2000: 192 người.
- Dân số năm 2010: 147 người.